# Kiểm tra Proth
Trong toán học, định lý Proth là một phương pháp kiểm tra tính nguyên tố dùng cho các số Proth.
Cho p là một số Proth, dạng k2n + 1 với k lẻ và k < 2n, khi đó nếu có số nguyên a nào đó sao cho
{\displaystyle a^{(p-1)/2}\equiv -1{\pmod {p}}\,\!}
thì p là số nguyên tố

## Ví dụ
Bảy số nguyên Proth đầu tiên là
P0 = 21 + 1 = 3
P1 = 22 + 1 = 5
P2 = 23 + 1 = 9
P3 = 3 × 22 + 1 = 13
P4 = 24 + 1 = 17
P5 = 3 × 23 + 1 = 25
P6 = 25 + 1 = 33
Ta có:
- với p = 3,lấy a = 2 ta có 21 = 2 {\displaystyle \equiv -1{\pmod {3}}\,\!}, nên 3 là số nguyên tố.
- với p = 5,lấy a = 3 ta có 32 = 9 {\displaystyle \equiv -1{\pmod {5}}\,\!}, nên 5 là số nguyên tố.
- với p = 13,lấy a = 5 ta có 56 = 15626 {\displaystyle \equiv -1{\pmod {13}}\,\!}, nên 13 là số nguyên tố.
- với p = 9, không có số a nào cho ta a4 {\displaystyle \equiv -1{\pmod {9}}\,\!}, nên 9 không là số nguyên tố.

## Lịch sử
François Proth (1852 - 1879) tìm ra định lý này khoảng vào năm 1878.